# 桃色機密
《桃色機密》（英語：Disclosure）是一部1994年上映的美國電影，改編自麥克·克萊頓的小說，巴瑞·李文森導演，麥克·道格拉斯與黛米·摩尔主演的懸疑片。

## 劇情
湯姆·山德斯（麥克·道格拉斯飾）是西雅圖的「先進數位科技公司」製造部經理，工作表現相當優良，在公司改組時，他認為自己一定可以接任公司副總裁，誰知總裁鮑伯·嘉文（唐納·蘇德蘭飾）選擇的卻是另外一家分公司的梅樂蒂·強生（黛米·摩尔飾），這使湯姆十分失望，因為奪走了湯姆的夢想的梅樂蒂，十年前還曾經與湯姆有過一段情。
梅樂蒂接任不久，就約了湯姆工作討論，卻在私人辦公室中風騷地挑逗了湯姆一番，要與湯姆翻雲覆雨，正當湯姆神魂顛倒，舊情復燃時，卻驚覺自己已是有婦之夫，於是拒絕了美豔的梅樂蒂。翌日，梅樂蒂向公司告發湯姆對她性騷擾，公司要求湯姆道歉，並打算把湯姆調到德州的奧斯汀分公司。湯姆深知，德州的奧斯汀分公司預定要結束營業，如此一來湯姆就拿不到配股與股息，另外湯姆涉及醜聞，也使得湯姆飽受公司眾同仁指指點點的精神壓力。
湯姆這時收到一封電子郵件，署名「朋友」，「朋友」指點湯姆，要找到專打性騷擾官司的律師凱薩琳·亞維拉茲（Roma Maffia飾），湯姆立刻前往，凱薩琳表示：「性騷擾的關鍵是權力，而不是性別，所以女性也有可能對男性性騷擾。」湯姆為之一振，告上法庭。兩方對簿公堂，各執一詞，針鋒相對，梅樂蒂聲淚俱下地誣告湯姆，湯姆才想到，他當時似乎按到了手機按鍵，所以當天兩人互動的錄音，應該是已經錄在某個同事的電話答錄機裏，他拜託同事取出了電話錄音，根據錄音中他拒絕了梅樂蒂高達三十一次，因而法官判決他勝訴，証實了自己不是色慾薰心的痴漢，洗刷了冤屈。
湯姆鬆了一口氣，正要慶祝全身而退時，這時署名「朋友」的電子郵件又提醒湯姆，「事情還沒完」，湯姆才發覺自己的帳號，已經無法進入公司的管理系統，湯姆盜用了總裁嘉文的帳號想要一探究竟，竟然看到梅樂蒂正在線上狂刪資料，原來是梅樂蒂要使他在產品發表會上出糗，讓公司開除他。湯姆驚覺自己陷入的不是與前女友的恩怨，而是公司的人事鬥爭，湯姆知道梅樂蒂在馬來西亞廠的生產線動手腳，使自己製造的新產品失敗，湯姆打算在發表會上揭露証據以反擊心狠手辣的梅樂蒂......他突然想到，「朋友」到底是公司中的甚麼人，又為甚麼要暗助自己呢？

## 演員
- 迈克尔·道格拉斯 飾 湯姆·山德斯 Tom Sanders
- 黛米·摩尔 飾 梅樂蒂·強生 Meredith Johnson
- 唐纳德·萨瑟兰 飾 鮑伯·嘉文 Bob Garvin
- Caroline Goodall（英语：Caroline Goodall） 飾 Susan Hendler
- Roma Maffia 飾 凱薩琳·亞維拉茲律師 Catherine Alvarez
- 迪倫·貝克 飾 Philip Blackburn
- Rosemary Forsyth（英语：Rosemary Forsyth） 飾 Stephanie Kaplan
- 丹尼斯·米勒 飾 Mark Lewyn
- Suzie Plakson（英语：Suzie Plakson） 飾 Mary Anne Hunter
- Nicholas Sadler（英语：Nicholas Sadler） 飾 Don Cherry
- Jacqueline Kim（英语：Jacqueline Kim） 飾 Cindy Chang
- Joe Urla 飾 John Conley Jr.
- Michael Chieffo 飾 Stephen Chase

## 外部連結
- 互联网电影数据库（IMDb）上《Disclosure》的资料（英文）
- 爛番茄上《Disclosure》的資料（英文）
- Box Office Mojo上《Disclosure》的資料（英文）
- AllMovie上《Disclosure》的资料（英文）
- Movie stills （页面存档备份，存于）